# 電撃の蠍団 フライ・トゥ・ザ・レインボウ
電撃の蠍団 フライ・トゥ・ザ・レインボウ（でんげきのさそりだん- Fly To The Rainbow）は、ドイツのハードロックバンドスコーピオンズの2枚目のスタジオアルバム。1974年にリリースされた。

## 概要
- RCAとの契約後初の作品であり、ギターのウルリッヒ・ロート、ベースのフランシス・ブッホルツ、ドラムのヨルゲン・ローゼンタル加入後初のアルバムでもある。

## 収録曲
1. スピーディーズ・カミング - Speedy’s Coming (3:36)
  - R.Schenker / K.Meine
2. ゼイ・ニード・ア・ミリオン - They Need A Million (4:50)
  - R.Schenker / K.Meine
3. ドリフティング・サン - Drifting Sun (7:42)
  - U.Roth
4. フライ・ピープル・フライ - Fly People Fly (5:03)
  - M.Schenker / K.Meine
5. ディス・イズ・マイ・ソング - This Is My Song (4:18)
  - R.Schenker / K.Meine
6. ファー・アウェイ - Far Away (5:38)
  - M.Schenker / R.Schenker / K.Meine
7. フライ・トゥ・ザ・レインボー - Fly To The Rainbow (9:40)
  - M.Schenker / U.Roth